# Midday
Midday est un cheval de course pur-sang anglais, né en 2006, propriété de l'écurie Khalid Abdullah et entraînée par Henry Cecil. 

## Carrière de course
Élevée par Juddmonte Farms, Midday débute à l'été 2008 mais sans faire impression, ne remportant qu'un maiden, d'un souffle, à Newmarket. La pouliche ne se révèle qu'à 3 ans, en remportant de toute une classe une préparatoire aux Oaks. Dans le classique d'Epsom, elle livre un beau combat face à Sariska, mais finit par s'incliner, d'une tête. Dans les Irish Oaks, la revanche, le verdict est cette fois sans appel : Midday termine troisième, mais à distance de Sariska qui s'affirme comme la leader de sa génération. En août, les chemins des deux rivales divergent, et tandis que Sariska reste sur 2 400 mètres pour disputer les Yorkshire Oaks (où elle est d'ailleurs battue par son aînée Dar Re Mi), Midday est raccourcie pour s'imposer dans les Nassau Stakes, puis enchaîne avec une troisième place dans le Prix de l'Opéra. Elle conclut son année par une victoire dans la Breeders' Cup Filly & Mare Turf aux États-Unis, mais logiquement c'est bien Sariska qui est élue meilleure 3 ans européenne de l'année.  
De retour à la compétition en 2010, Midday retrouve sa bête noire, Sariska, qui la domine une troisième fois à l'arrivée des Middleton Stakes. Mais elle est à son meilleur à l'été, où elle s'offre trois groupe 1 d'affilée, croisant le fer avec les meilleures juments du continent. D'abord un doublé dans les Nassau Stakes, aux dépens de la championne française Stacelita. Ensuite les Yorkshire Oaks, devant une autre championne au palmarès bien garni, Snow Fairy, tandis que Sariska a refusé de pénétrer dans sa stalle. Et enfin le Prix Vermeille (où elle devait de nouveau rencontrer une Sariska, à nouveau non-partante pour avoir refusé les stalles), dans lequel elle fait un sort à la Wertheimer Plumania (Grand Prix de Saint-Cloud) et à l'invaincue pouliche de l'Aga Khan Sarafina, lauréate du Prix de Diane et future troisième du Prix de l'Arc de Triomphe. Mais d'Arc, il n'est pas question pour Midday, qui retourne à la Breeders' Cup pour tenter de conserver son titre dans le Filly & Mare Turf, échouant à une encolure de l'outsider locale Shared Account.    
Débarrassée en quelque sorte de sa plus grande rivale Sariska, qui après deux refus de courir a dû mettre un terme prématuré à sa carrière en raison de sa fragilité mentale, Midday s'offre une dernière saison de courses, entamée par un succès dans les Middleton Stakes. Elle ne remporte qu'une épreuve en cette année 2011, les Nassau Stakes, sa course fétiche dans laquelle elle devient la première jument à réaliser un triplé. Mais Midday collectionne les accessits, dans la Coronation Cup, les Pretty Polly Stakes et les International Stakes. En fin de saison, elle prend une méritoire quatrième place dans des Champion Stakes de haut vol avec un podium composé du singulier champion français Cirrus des Aigles, de l'Australien So You Think et de l'infatigable anglaise Snow Fairy. Mais Midday montre des signes de lassitude lors de son échec dans la Breeders' Cup Turf, où elle termine à distance de St Nicholas Abbey. Il est temps pour elle de rentrer au haras, nantie d'un palmarès où l'on compte pas moins de six victoires au niveau groupe 1.     

### Résumé de carrière
| Date         | Hippodrome      | Pays        | Course                          | Statut      | Distance    | Jockey         | Place       | Écart       | Vainqueur ou deuxième |
| 2008, 2 ans  | 2008, 2 ans     | 2008, 2 ans | 2008, 2 ans                     | 2008, 2 ans | 2008, 2 ans | 2008, 2 ans    | 2008, 2 ans | 2008, 2 ans | 2008, 2 ans           |
| ------------ | --------------- | ----------- | ------------------------------- | ----------- | ----------- | -------------- | ----------- | ----------- | --------------------- |
| 31 juillet   | Goodwood        | Royaume-Uni | Maiden                          | Class 2     | 1 400 m     | Ted Durcan     | 7e / 15     | 7 ¾         | Pachattack            |
| 22 août      | Newmarket       | Royaume-Uni | Maiden                          | Class 4     | 1 400 m     | Ted Durcan     | 3e / 17     | 1           | Golden Stream         |
| 19 septembre | Newmarket       | Royaume-Uni | Maiden                          | Class 4     | 1 600 m     | Ted Durcan     | 1er / 18    | cte tête    | Three Moons           |
| 1er novembre | Newmarket       | Royaume-Uni | Monrose Fillies Stakes          | Listed      | 1 600 m     | Richard Mullen | 4e / 13     | 1 ¼         | Enticement            |
| 2009, 3 ans  |                 |             |                                 |             |             |                |             |             |                       |
| 22 avril     | Epsom           | Royaume-Uni | Blue Riband Trial Stakes        | Conditions  | 2 000 m     | Tom Queally    | 2e / 7      | 1 ¼         | Debussy               |
| 9 mai        | Lingfield       | Royaume-Uni | Oak Trial Stakes                | Listed      | 2 300 m     | Tom Queally    | 1er / 9     | 6           | July Jasmine          |
| 5 juin       | Epsom           | Royaume-Uni | Oaks                            | Gr. 1       | 2 400 m     | Tom Queally    | 2e / 10     | tête        | Sariska               |
| 12 juillet   | Curragh         | Irlande     | Irish Oaks                      | Gr. 1       | 2 400 m     | Tom Queally    | 3e / 10     | 7 ½         | Sariska               |
| 1er août     | Goodwood        | Royaume-Uni | Nassau Stakes                   | Gr. 1       | 2 000 m     | Tom Queally    | 1er / 10    | 2 ¼         | Rainbow View          |
| 4 octobre    | Longchamp       | France      | Prix de l'Opéra                 | Gr. 1       | 2 000 m     | Tom Queally    | 3e / 9      | 1 ½         | Shalanaya             |
| 6 novembre   | Santa Anita     | États-Unis  | Breeders' Cup Filly & Mare Turf | Gr. 1       | 2 000 m     | Tom Queally    | 1er / 8     | 1           | Pure Clan             |
| 2010, 4 ans  |                 |             |                                 |             |             |                |             |             |                       |
| 13 mai       | York            | Royaume-Uni | Middleton Stakes                | Gr. 2       | 2 100 m     | Eddie Ahern    | 2e / 4      | 1 ¾         | Sariska               |
| 31 juillet   | Goodwood        | Royaume-Uni | Nassau Stakes                   | Gr. 1       | 2 000 m     | Tom Queally    | 1er / 7     | 1 ¼         | Stacelita             |
| 19 août      | York            | Royaume-Uni | Yorkshire Oaks                  | Gr. 1       | 2 400 m     | Tom Queally    | 1er / 8     | 3           | Snow Fairy            |
| 12 septembre | Longchamp       | France      | Prix Vermeille                  | Gr. 1       | 2 400 m     | Tom Queally    | 1er / 12    | 3/4         | Plumania              |
| 5 novembre   | Churchill Downs | États-Unis  | Breeders' Cup Filly & Mare Turf | Gr. 1       | 2 200 m     | Tom Queally    | 2e / 11     | encolure    | Shared Account        |
| 2011, 5 ans  |                 |             |                                 |             |             |                |             |             |                       |
| 12 mai       | York            | Royaume-Uni | Middleton Stakes                | Gr. 2       | 2 100 m     | Tom Queally    | 1er / 8     | 2           | Sajjhaa               |
| 3 juin       | Epsom           | Royaume-Uni | Coronation Cup                  | Gr. 1       | 2 400 m     | Tom Queally    | 2e / 5      | 1           | St Nicholas Abbey     |
| 25 juin      | Curragh         | Irlande     | Pretty Polly Stakes             | Gr. 1       | 2 000 m     | Tom Queally    | 2e / 7      | 6           | Misty for Me          |
| 30 juillet   | Goodwood        | Royaume-Uni | Nassau Stakes                   | Gr. 1       | 2 000 m     | Tom Queally    | 1er / 7     | 2           | Snow Fairy            |
| 17 août      | York            | Royaume-Uni | International Stakes            | Gr. 1       | 2 080 m     | Tom Queally    | 2e / 5      | 3/4         | Twice Over            |
| 15 octobre   | Ascot           | Royaume-Uni | Champion Stakes                 | Gr. 1       | 2 000 m     | Tom Queally    | 4e / 12     | 3 ¼         | Cirrus des Aigles     |
| 5 novembre   | Churchill Downs | États-Unis  | Breeders' Cup Turf              | Gr. 1       | 2 400 m     | Tom Queally    | 6e / 9      | 12 ½        | St Nicholas Abbey     |

## Au haras
Retirée à Juddmonte Farms, Midday rencontre alternativement Galileo, le meilleur étalon du monde, et son fils et successeur au haras, le crack Frankel. Elle donne notamment Midterm (par Galileo), prospect classique avec sa victoire dans le Classic Trial de Lingfield (Gr.3), mais qui peina à confirmer malgré une deuxième place dans le Prix Niel, puis s'en alla faire carrière en Australie où il a remporté un groupe 3. Midday est aussi la mère de Mori (par Frankel), deuxième des Ribblesdale Stakes (Gr.2), et de Noon Star (par Galileo), deuxième des Musidora Stakes (Gr.3).

## Origines
Pur produit Juddmonte, fille du champion sprinter et grand étalon Oasis Dream (Middle Park Stakes, July Cup, Nunthorpe Stakes), Midday est issue d'une grande famille maternelle, celle de sa grand-mère Modena, pilier de l'élevage de Khalid Abdullah. Cette fille de la bonne Mofida, placée de groupe 3, est la mère de :
- Elmaamul (1987, par Diesis) : Eclipse Stakes, Champion Stakes, 2e International Stakes, 3e Derby. Étalon.
- Modernise (1989, par Known Fact) : Ascot Handicap (Gr.3, USA). Étalon au Chili.
- Modern Day (1993, par Dayjur) : King's Cup Handicap (Gr.3, Afrique du Sud), 3e Drill Hall Stakes (Gr.2)
- Reams of Verse (1994, par Nureyev) : Oaks, Fillies' Mile, May Hill Stakes (Gr.3), Musidora Stakes (Gr.3), mère de :
  - Eagle Poise (Empire Maker) : Valedictory Stakes (Gr.3, USA), 2e San Juan Capistano Handicap.
  - Ithaca (Distant View), 2e Prestige Stakes (Gr.3), mère de :
    - Zacinto (Dansili) : Champagne Stakes (Gr.2), 2e Queen Elizabeth II Stakes, Celebration Mile (Gr.2).
- Post Modern (1995, par Nureyev), mère de :
  - Modernstone (Duke of Marmalade) : 3e Dowager Stakes (Gr.3, USA), mère de :
    - Lone Eagle (Galileo) : Zetland Stakes (Gr.3), 2e Irish Derby.
- High Walden (1997, par El Gran Señor) : 2e Santa Ana Handicap (Gr.2, USA), Princess Elizabeth Stakes (Gr.3), 3e Musidora Stakes.
- Contiguous (1998, par Danzig), mère de :
  - Confront (Nayef) : Joel Stakes (Gr.3), 2e Summer Mile (Gr.2), Diomed Stakes (Gr.3), Sovereign Stakes (Gr.3).
  - Midweek (Motivator) : 2e Prix Imprudence.
- Midsummer (2000, par Kingmambo), mère de :
  - Hot Snap (Pivotal) :  Nell Gwyn Stakes (Gr.3), 2e Blandford Stakes (Gr.2), 3e Nassau Stakes.
  - Midsummer Sun (Monsun) : 2e Sky High Stakes (Gr.3, Australie), Summer Cup (Gr.3).
  - Sun Maiden (Frankel) : Hoppings Fillies Stakes (Gr.3), 3e British Champions Fillies' & Mares' Stakes, Middleton Stakes.
  - Midday

### Pedigree
| Origines de Midday (GB), jument baie né en 2006 | Origines de Midday (GB), jument baie né en 2006 | Origines de Midday (GB), jument baie né en 2006 | Origines de Midday (GB), jument baie né en 2006 |
| ----------------------------------------------- | ----------------------------------------------- | ----------------------------------------------- | ----------------------------------------------- |
| Père Oasis Dream 2000                           | Green Desert 1983                               | Danzig 1977                                     | Northern Dancer                                 |
| Père Oasis Dream 2000                           | Green Desert 1983                               | Danzig 1977                                     | Pas de Nom                                      |
| Père Oasis Dream 2000                           | Green Desert 1983                               | Foreign Courier 1979                            | Sir Ivor                                        |
| Père Oasis Dream 2000                           | Green Desert 1983                               | Foreign Courier 1979                            | Courtly Dee                                     |
| Père Oasis Dream 2000                           | Hope 1991                                       | Dancing Brave 1983                              | Lyphard                                         |
| Père Oasis Dream 2000                           | Hope 1991                                       | Dancing Brave 1983                              | Navajo Princess                                 |
| Père Oasis Dream 2000                           | Hope 1991                                       | Bahamian 1985                                   | Mill Reef                                       |
| Père Oasis Dream 2000                           | Hope 1991                                       | Bahamian 1985                                   | Sorbus                                          |
| Mère Midsummer 2000                             | Kingmambo 1990                                  | Mr. Prospector 1970                             | Raise a Native                                  |
| Mère Midsummer 2000                             | Kingmambo 1990                                  | Mr. Prospector 1970                             | Gold Digger                                     |
| Mère Midsummer 2000                             | Kingmambo 1990                                  | Miesque 1987                                    | Nureyev                                         |
| Mère Midsummer 2000                             | Kingmambo 1990                                  | Miesque 1987                                    | Pasadoble                                       |
| Mère Midsummer 2000                             | Modena 1983                                     | Roberto 1969                                    | Hail to Reason                                  |
| Mère Midsummer 2000                             | Modena 1983                                     | Roberto 1969                                    | Bramalea                                        |
| Mère Midsummer 2000                             | Modena 1983                                     | Mofida 1974                                     | Right Back                                      |
| Mère Midsummer 2000                             | Modena 1983                                     | Mofida 1974                                     | Wold Lass (famille 9-e)                         |